# Venstrereformpartiet
Venstrereformpartiet var ett antimilitaristiskt och liberalt danskt parti som grundades av utbrytare från Det Forenede Venstre efter överenskommelsen om Köpenhamns befästning 1895. 
Kända företrädare för Venstrereformpartiet var J.C. Christensen, Viggo Hørup, Thorvald Poulsen och Carl Theodor Zahle. De säkrade en stor valframgång för partiet i valet 1901. Venstrereformpartiet fick stor majoritet i Folketinget och kunde bilda regering men saknade egen majoritet i Landstinget. För att kunna genomdriva lagändringar måste man ha majoritet för detta i riksdagens båda kamrar. Partiledaren och statsministern J.C. Christensen tvingades därför samarbeta med De Frikonservative.
Förväntningarna på den nya regeringen var stora när det gällde att leva upp till sina löften om militär nedrustning och social upprustning. Besvikelsen var därför stor när det visade sig att partiledaren och statsministern J.C. Christensen i realiteten kom att fullfölja samma försvarspolitik, som Højre hade bedrivit och utnämnde en krigsminister, V.H.O. Madsen, som varit en ivrig tillskyndare av Köpenhamns befästning. Missnöjet växte ute i medlemsleden. I Vendsyssel gick ett tusental oppositionella samman och köpte en tidning i Brønderslev som man gav det nya namnet Vendsyssel Folkeblad. Detta eftersom partitidningen Vendsyssel Tidende vägrade publicera regeringskritiska insändare och debattartiklar. 
Partiet splittrades 1905 när utbrytare bildade Det Radikale Venstre. I juli 1908 bildade Venstrereformpartiet och De Moderata koalitionsregering med reformpolitikeren J.C. Christensen som statsminister (konseljspresident), en post som han efter kort tid dock måste lämna över till den moderate Niels Neergaard. År 1909 upprättade två fraktioner inom Venstrereformpartiet och Det Danske Venstre en gemensam styrelse för de tre grupperingarna under namnet Delegationen. Året därpå bildade de tre partierna bakom Delegationen en gemensam riksdagsgrupp, med namnet Venstre. Partiet Venstre fick dock först en landsorganisation 1929.